# Juan Castro

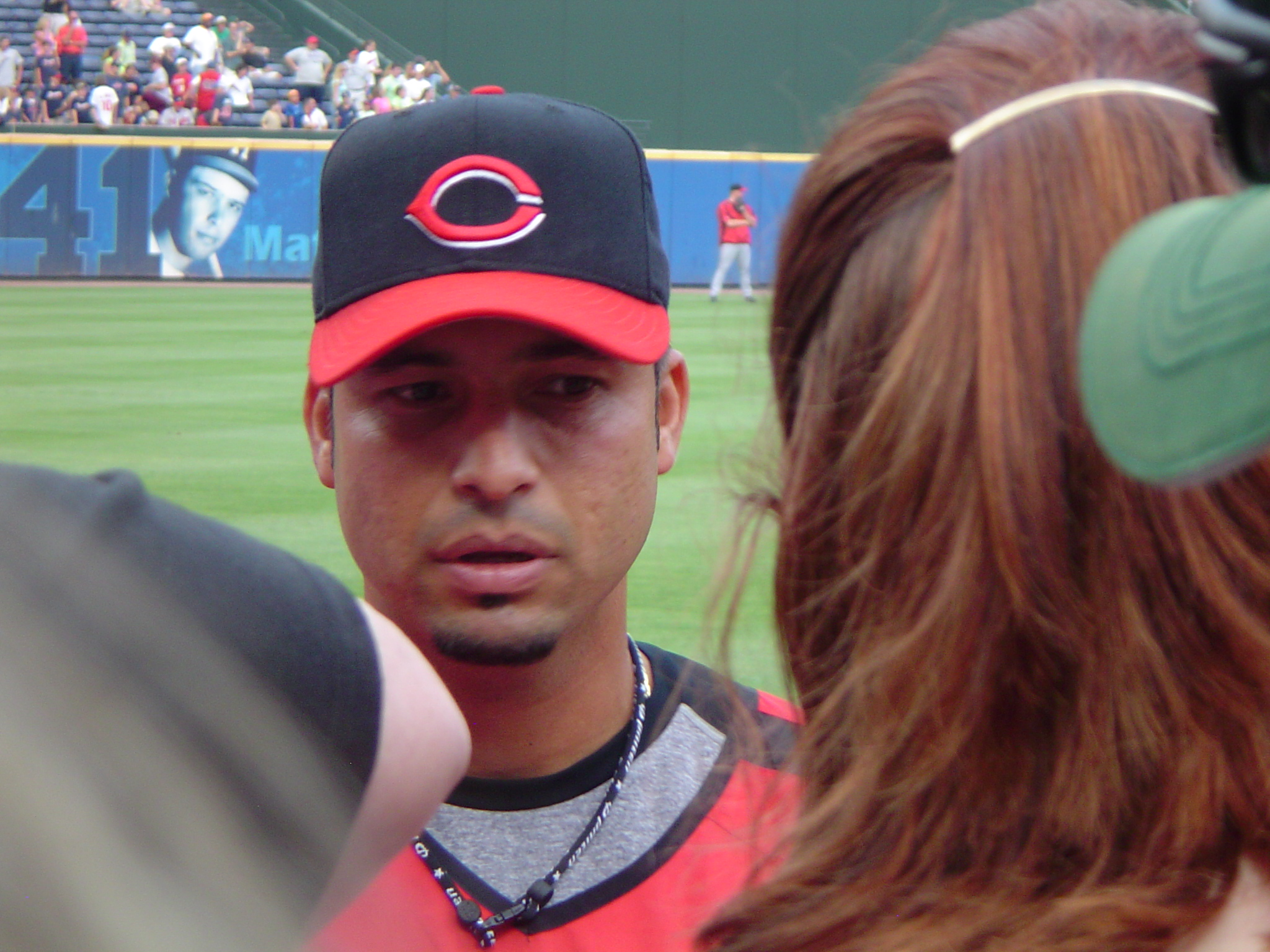
Juan Castro i Cincinnati Reds dräkt 2006.

Juan Gabriel Castro, född den 20 juni 1972 i Los Mochis, är en mexikansk före detta professionell basebollspelare som spelade 17 säsonger i Major League Baseball (MLB) 1995–2011. Castro var främst shortstop, men spelade även som andrabasman och tredjebasman.
Castro spelade under sin MLB-karriär för Los Angeles Dodgers (1995–1999), Cincinnati Reds (2000–2004), Minnesota Twins (2005–2006), Reds igen (2006–2008), Baltimore Orioles (2008), Dodgers igen (2009), Philadelphia Phillies (2010) och Dodgers för tredje gången (2010–2011).
Castro representerade Mexiko vid World Baseball Classic 2006.